# Jean Androuet du Cerceau
Pour les articles homonymes, voir Androuet du Cerceau.
 (décembre 2015).
Si vous disposez d'ouvrages ou d'articles de référence ou si vous connaissez des sites web de qualité traitant du thème abordé ici, merci de compléter l'article en donnant les références utiles à sa vérifiabilité et en les liant à la section « Notes et références ».
Jean Androuet du Cerceau, né en 1585, mort en 1649, est un architecte français.

## Biographie
Fils de Baptiste, il est également le petit-fils de Jacques Ier, architecte théoricien et graveur français qui sera la figure marquante d'une seconde Renaissance baroquisante.
Jean est l’architecte de Louis XIII.

## Œuvres
- On lui attribue la reconstruction de l'hôtel de Mayenne de 1613 à 1617, pour Henri de Lorraine, au no 21 de la rue Saint-Antoine et nos 38-40 rue du Petit-Musc à Paris ;
- Il construisit, entre autres, le célèbre escalier en fer à cheval de Fontainebleau en 1623, l'hôtel de Sully de 1624 à 1629, selon des principes architecturaux du siècle précédent, ainsi que d’autres demeures privées à Paris typiques du XVIIe siècle ;
- L'Hôtel de Bretonvilliers de 1637 à 1640 à Paris (aujourd'hui disparu) ;
- Nouvelles fortifications autour de la ville de Paris ;
- Il participera à la construction du pont au Change à Paris en 1639.
- Bernard Werber en fait référence dans son livre Les Fourmis.